# Polnische Fußballmeisterschaft 1925
Die polnische Fußballmeisterschaft 1925 war nach dem Unterbrechungsjahr wegen des olympischen Fußballturniers die fünfte Endrunde des polnischen Fußballverbands um die Meisterschaft. Erneut konnte Pogoń Lwów den Titel verteidigen und zum dritten Mal polnischer Fußballmeister werden. Das Turnier wurde vom 29. März 1925 bis zum 30. August 1925 ausgetragen.

## Modus
Für die Endrunde 1925 wurde von allen neun Verbänden ein Vertreter für die Endrunde gemeldet (Krakau, Lemberg, Łódź, Posen, Warschau, Oberschlesien, Lublin, Vilnius und Thorn). In diesem Jahr wurden die Teams in drei Gruppen mit je drei Mannschaften aufgeteilt. Der Sieger der jeweiligen Gruppe qualifizierte sich für die Finalgruppe.

## Tabellen

### Nordgruppe
| Pl. | Verein           | Sp. | S | U | N | Tore    | Quote | Punkte |
| --- | ---------------- | --- | - | - | - | ------- | ----- | ------ |
| 1.  | Warta Poznań     | 4   | 3 | 0 | 1 | 011:600 | 1,83  | 06:20  |
| 2.  | TKS Toruń        | 4   | 2 | 0 | 2 | 007:700 | 1,00  | 04:40  |
| 3.  | Polonia Warschau | 4   | 1 | 0 | 3 | 005:100 | 0,50  | 02:60  |

 Quelle: rsssf.org

### Ostgruppe
| Pl. | Verein         | Sp. | S | U | N | Tore    | Quote | Punkte |
| --- | -------------- | --- | - | - | - | ------- | ----- | ------ |
| 1.  | Pogoń Lwów     | 4   | 4 | 0 | 0 | 012:100 | 12,00 | 08:0   |
| 2.  | Pogoń Wilno    | 4   | 1 | 0 | 3 | 005:110 | 0,45  | 02:60  |
| 3.  | KS Lublinianka | 4   | 1 | 0 | 3 | 003:800 | 0,38  | 02:60  |

 Quelle: rsssf.org

### Südgruppe
| Pl. | Verein        | Sp. | S | U | N | Tore    | Quote | Punkte |
| --- | ------------- | --- | - | - | - | ------- | ----- | ------ |
| 1.  | Wisła Kraków  | 4   | 3 | 0 | 1 | 010:300 | 3,33  | 06:20  |
| 2.  | ŁKS Łódź      | 4   | 3 | 0 | 1 | 009:400 | 2,25  | 06:20  |
| 3.  | AKS Chorzów § | 4   | 0 | 0 | 4 | 000:120 | 0,00  | 0:80   |

#### Entscheidungsspiel
Aufgrund des Punktegleichstands wurde am 11. Juni 1925 ein Entscheidungsspiel auf neutralem Platz in Lemberg um den Qualifikationsplatz in der Finalgruppe ausgetragen. Wisła Kraków gewann mit 6:3.
| Datum         |          | Ergebnis |              |
| ------------- | -------- | -------- | ------------ |
| 11. Juni 1925 | ŁKS Łódź | 3:6      | Wisła Kraków |

 Quelle: rsssf.org

## Finale
| Pl. | Verein       | Sp. | S | U | N | Tore    | Quote | Punkte |
| --- | ------------ | --- | - | - | - | ------- | ----- | ------ |
| 1.  | Pogoń Lwów   | 4   | 3 | 1 | 0 | 008:300 | 2,67  | 07:10  |
| 2.  | Warta Poznań | 4   | 1 | 1 | 2 | 005:120 | 0,42  | 03:50  |
| 3.  | Wisła Kraków | 4   | 1 | 0 | 3 | 006:400 | 1,50  | 02:60  |

Mit dem Sieg in der Finalgruppe konnte Pogoń Lwów erneut den Meistertitel verteidigen und zum dritten Mal polnischer Meister werden.